# Mohammad Malas
Mohammad Malas (àrab: محمد ملص, Muḥammad Malaṣ) (Quneitra, 1945) és un prominent realitzador, director de cinema, i guionista sirià. Malas ha dirigit diversos documentals i llargmetratges que han obtingut reconeixement internacional. Està entre els principals autors del cinema de Síria.

## Biografia
Malas va treballar com a mestre d'escola, entre 1965 a 1968, abans de mudar-se a Moscou per a estudiar cinema a l'Institut de Cinematografia Gueràssimov (VGIK). Durant el seu temps a VGIK, Malas va dirigir diversos curtmetratges. Després del seu retorn a Síria, va començar a treballar a la Televisió siriana. Allà hi va produir diversos curtmetratges com ara Quneitra 74, el 1974, o Al-Zhakira (‘La Memòria’), el 1977. Juntament amb Omar Amiralay, van ser cofundadors del Damascus Cinema Club.

### Carrera en la cinematografia
Entre 1980 i 1981 Malas va filmar el documental Al-Manam (‘El somni’), sobre els palestins que viuen als campaments de refugiats palestins del Líban durant la guerra civil libanesa. La pel·lícula estava composta per entrevistes amb els refugiats, en les quals els preguntava sobre els seus somnis. El rodatge va tenir lloc entre els camps de refugiats de Sabra, Xatila, Bourj el-Barajneh, Ain al-Hilweh i Rashidieh. Durant el rodatge, Malas va viure en els campaments; i, va realitzar entrevistes amb més de 400 persones. A més, amb la massacre de Sabra i Xatila de 1982, que va cobrar la vida de diverses persones a les quals va entrevistar, commovent Malas, qui va decidir deixar de treballar en el projecte. Finalment va tornar a ella després de cinc anys, i la pel·lícula es va estrenar en 1987. Al-Manam va guanyar el primer premi al 1987 Festival Audiovisual Internacional de Cannes (FIPA) però no va ser àmpliament distribuït.
En 1983, Malas va dirigir el seu primer llargmetratge, Ahlam al-Madina (‘Els somnis de la ciutat’). La pel·lícula autobiogràfica sobre la majoria d'edat va ser coescrita amb Samir Zikra i va rebre el primer premi a la V edició de la Mostra de València i al Festival de Cartago. En 1990, Malas va rodar Nur wa Zilal (‘Clarobscur’), una pel·lícula documental sobre Nazih Shahbandar a qui va descriure com «el primer cineasta de Síria». La pel·lícula va ser prohibida per les autoritats sirianes; i, només es va permetre la seva projecció una vegada en 1993 a l'American Cultural Center a Damasc.
El segon film de Malas, Al-Lail (‘La nit’), el va realitzar en 1992. Per a aquesta pel·lícula autobiogràfica, es van usar sets de filmació, a Quneitra, ambientats entre els anys de 1936 i la Guerra araboisraeliana de 1948. Va formar, juntament amb Ahlam al-Madina , la primera i la segona part d'un projecte de trilogia inacabat de Malas. Al-Lail va rebre reconeixement internacional i va guanyar el primer premi al Festival de Cinema de Cartago de 1992. No obstant això, la pel·lícula va ser prohibida a Síria i només es va projectar per primera vegada el 1996. Malas també va col·laborar amb Omar Amiralay en el documental de 1996, Moudaress, sobre el pintor pioner sirià Fateh Moudarres. Bab al-Makam (‘Passió’), estrenada el 2005, va ser el tercer llargmetratge de Malas.

## Filmografia
- A Dream of a Small City (1970)
- Quneitra 74 (1974)
- The Memory (1977)
- Ahlam al-Madina (1983)
- Al-Manam (1987)
- Nur wa Zilal (1990)
- Al-Lail (1992)
- Moudaress (1996)
- Bal al-Makam (2005)
- Soullam ila Dimashq (2013)